# Jan Adriaenssens
Jan Adriaenssens   (Willebroek, 6 de juny de 1932 - Rumst, 2 d'octubre de 2018) va ser un ciclista belga que fou professional entre 1952 i 1961. En el seu palmarès destaquen una victòria d'etapa a la Volta a Espanya de 1957 i els Quatre dies de Dunkerque de 1956.

## Palmarès
- 1951
  - Vencedor d'una etapa a la Volta a Bèlgica amateur
- 1953
  - 1r al Circuit de les 6 Províncies
- 1955
  - 1r a la Volta al Marroc
- 1956
  - 1r als Quatre dies de Dunkerque i vencedor de 2 etapes
  - 1r al Tour de Brabant
- 1957
  - Vencedor d'una etapa a la Volta a Espanya
  - Vencedor d'una etapa a la París-Niça
- 1958
  - 1r del Tour de Tessin
  - 1r del Circuit de l'Oest a Mons i vencedor de 2 etapes
- 1961
  - 1r de la Cras Avernas-Remouchamps-Cras Avernas

### Resultats al Tour de França
- 1953. 45è de la classificació general
- 1955. 28è de la classificació general
- 1956. 3r de la classificació general. Porta el mallot groc durant 3 etapes
- 1957. 9è de la classificació general
- 1958. 4t de la classificació general
- 1959. 7è de la classificació general
- 1960. 3r de la classificació general. Porta el mallot groc durant 4 etapes
- 1961. 10è de la classificació general

### Resultats a la Volta a Espanya
- 1957. 7è de la classificació general i vencedor d'una etapa
- 1959. Abandona (9a etapa)
- 1961. 17è de la classificació general

### Resultats al Giro d'Itàlia
- 1958. 11è de la classificació general
- 1960. 12è de la classificació general